# Champion, Namur
Champion (în valonă Tchampion) este o secțiune a orașului belgian Namur, situată în Valonia, în provincia Namur. A fost o comună de sine stătătoare înainte de fuziunea comunelor din 1977. Până în 1924, localitățile Champion și Cognelée formau o singură comună.
Emigranți din secolul al XIX-lea au dat numele Champion unui sat din zona Green Bay, statul Wisconsin, Statele Unite ale Americii.

## Toponimie
Numele originar presupus al satului ar fi fost Campilo sau Campilio. De-a lungul secolelor, localitatea a fost menționată sub diverse forme: Chemplus sau Chemplum (1127), Kemplus (1152), Champilhons (1234), Camplons (1237), Chanpilhon (1243), Champilhon (1497, 1558), Campilhon (1553), pentru ca, la începutul secolului al XIX-lea, să se ajungă la denumirea Champion-lez-Namur.
Toponimul Champion își datorează probabil originea:
- cuvântului campus, care în latina târzie însemna „luptă”, „tabără” și/sau „câmp mic”;
- cuvântului Campilus sau Campilius, care desemna proprietarul unui domeniu rural ce înconjura o vilă galo-romană.

Locuri-dintre (existente sau dispărute): Albuse, Bacou, Bauloye, Bois de Là-Haut, Comognes, Fond de Champion, Fooz, Grandes Salles, Hébette, Nouveau Monde, Pont d'Arquet, Sarrasins, Sart, Tombes (Les).
Toponimul „Les Tombes” atestă vechimea așezării Champion și legătura acesteia cu prezența unor tumuli, care au fost distruși în timpul construcției autostrăzii A4 E411. Existau patru tumuli, situați în apropierea pădurii Bois des Tombes (la sud de Frizet), unde erau îngropați căpitani romani. Numărul lor mare, răspândit pe teritoriile Champion, Vedrin și Daussoulx, demonstrează că în perioada galo-romană exista aici o populație importantă și că, ulterior, în perioada francilor, industria sticlei și a ceramicii s-a evidențiat în zonă. În plus, drumul „Chemin les Tombes”, care leagă Champion de Boninne, este o comemorare mai recentă a acestor morminte.
Toponimul „Grandes Salles” este legat de Grand Bois de Grande Salle (la Champion) și Petit Bois de Grande Salle (la Marchovelette), care formează împreună o pădure întinsă pe teritoriul ambelor localități. La 25 august 1281, cei doi frați și cavaleri Arnould și Othon de Walhain au anunțat că au vândut lui Gui de Dampierre, conte de Namur, 200 de bonnieri din pădurea numită Grand Selve. În acest toponim se regăsește cuvântul latin silva, care înseamnă „întindere împădurită”.

## Istorie
În 1289, la Champion, Guy de Dampierre, conte de Namur, percepea taxa de taille de la toți cei care nu erau orășeni și deținea toate drepturile senioriale, precum și autoritatea judiciară. Conform registrului de impozite (censier) din 1294, acesta poseda 57 de măsuri de pământ la Champion și 108 măsuri din pădurea Grand Selles (sau Grande Salle).
În 1366, feuda ce cuprindea jumătate din pădurea Grand Selles și domeniul din Champion a fost vândută, însă drepturile senioriale ar fi rămas în posesia contelui de Namur până când acesta le-a transmis seniorului suzeran.

## Demografie
- INS - 1831 până în 1970 = recensăminte, 1976 = numărul de locuitori la 31 decembrie.
- 1930: Separarea de Cognelée

## Patrimoniu și cultură

### Patrimoniu

#### Patrimoniu religios

##### Biserica „Sfânta Ecaterina”
Situată pe rue de la Joncquière, biserica parohială a satului este consacrată Sfintei Ecaterina din Alexandria, a cărei statuie este reprezentată deasupra pridvorului de intrare și în nava laterală dreaptă. Este un edificiu neoclasic din cărămidă și piatră albastră, cu trei nave și un turn vestic. În nava laterală stângă sunt reprezentate Fecioara și Pruncul, iar în cor se află o pânză dedicată lui Iisus în Grădina Măslinilor. Clădirea este prevăzută cu o ușă semicirculară, flancată de pilaștri cu panouri, sub o cornișă înaltă profilată, și se închide cu un altar poligonal cu trei laturi. Capela de iarnă, aflată în stânga intrării, adăpostește un mare Hristos din secolul al XVI-lea și un Prunc Isus.
A fost construită între anii 1847 și 1848, cu o autorizație de construire emisă prin decret regal la 14 august 1846. Este explicit datată „1848” pe latura stângă, la exterior, unde se află inscripția: „Casa Mea este o casă de rugăciune” (Sfântul Luca, cap. XIX, versetul 46). Fațada a fost restaurată în 1968.
Cea mai veche mențiune a unei capele „Sfânta Ecaterina” din Champion datează din anul 1237.
Biserica actuală își are originile în 1198, prin sanctuarul „Sfântul Martin” din Frizet. În secolele al XVI-lea și al XVII-lea, perioadă de prosperitate economică pentru regiune (exploatări de plumb și fier la Vedrin), numeroase biserici rurale au fost ridicate sau renovate, inclusiv cea din Frizet. Parohia „Sfântul Martin” din Frizet și-a păstrat identitatea timp de aproape douăsprezece secole, biserica acesteia fiind integra ecclesia (biserică principală) pentru satele și dependințele din jur, între care și Champion. Ea primea credincioșii din cătunele învecinate la marile sărbători creștine și pentru administrarea principalelor sacramente.
La sfârșitul secolului al XVII-lea, căsătoriile și botezurile au început să fie celebrate în capelele satelor, printre care și capela „Sfânta Ecaterina” din Champion. Din 1782, a fost lansată ideea descentralizării parohiei și construirii de biserici în centrul acestor sate. Capela din Champion a fost recunoscută de guvern ca dependență a filialei Frizet prin decretul regal din 27 octombrie 1821. Abia prin decretul din 1 august 1846 parohia Frizet a fost dezmembrată.
Vizavi, în cimitir, se găsește un cor poligonal cu trei laturi, din cărămidă și piatră albastră, pe un soclu de piatră din secolul al XVIII-lea. Acestea sunt vestigiile vechii capele „Sfânta Ecaterina”. De o parte și de alta există două sacristii din calcar. Fațada vestică datează din secolul al XIX-lea. Una dintre mormintele aflate sub altar aparține abatelui Warzée, primul preot care a slujit parohia independentă (între 1830 și 1876).

##### Capela „Sfântul Roch”
Situată la nr. 790 de pe chaussée de Louvain, capela „Sfântul Roch” este un edificiu octogonal din a doua jumătate a secolului al XIX-lea. Ea se deschide printr-o ușă înaltă, cu arc frânt. Ferestrele sunt de același tip. În interior se găsesc trei nișe care adăpostesc statuile Sfintei Barbara, Sfântului Rochus și Fecioarei Maria.

##### Capela Warzée (strada Notre-Dame-des-Champs)
Capela situată în partea superioară a străzii Notre-Dame-des-Champs este construită în stil neoclasic. Numită Capela Warzée, aceasta făcea inițial parte din proprietatea primarului localității Champion, Zénobe Warzée (1829-1912), industrial și rentier.
Capela, înscrisă în inventarul patrimoniului din Valonia, a fost construită în anul 1871, ca urmare a vindecării fiicei proprietarului, Marie-Thérèse Louise Charlotte Warzée, născută la 21 iunie 1856 în Champion. Intrarea se face printr-o ușă cu arc în plin cintru. Fațada este susținută de pilaștri și este surmontată de un fronton triunghiular. A fost restaurată în anul 2021, cu ocazia aniversării a 150 de ani de la construcția sa.

##### Capela Institutului Surorilor Providenței
La originea capelei actuale, în perioada renovării bisericii, Surorile Providenței au amenajat un spațiu pentru Sfântul Sacrament: un altar și un tabernacol într-un coridor larg al mănăstirii. La finalizarea lucrărilor, au obținut autorizația de a le păstra. La 9 noiembrie 1839, a început construcția unei capele în fața porții de intrare a castelului, extinzându-se în actuala curte de onoare. Edificiul era surmontat de o cupolă vitrată, susținută de patru coloane, având un cor și o sacristie situată în spatele altarului principal, cu ieșire spre curte. Deasupra intrării era inscripția: «Dedicată Divinei Providențe, de către Victor Kinet, paroh, superior». Sfințirea capelei a avut loc la 26 august 1841, fiind oficiată de episcopul Dehesselle.
În continuarea lucrărilor de extindere a Institutului, la 25 mai 1859, a început construcția unei capele în stil neogotic în partea din spate a castelului Champion, după planurile unui tânăr arhitect din Namur, M. Luffin. Această capelă a fost consacrată de episcopul Dehesselle la 19 septembrie 1861. Sfântul Iosif, protectorul Institutului, a fost desemnat patronul acesteia. Sub cor se află o criptă; pe poarta ogivală a acesteia este inscripția: Propter filias honoratur Pater („Fiicele fac cinste Tatălui”). Aici se găsesc trei sarcofage din marmură albă, care conțin rămășițele primei maici superioare, Maica Marie-Xavier, născută Anne-Apolline Voirin (19 august 1809, Mennonveaux – 21 mai 1853, Champion), ale părintelui fondator, episcopul Kinet (30 martie 1788, Namur – 15 august 1859, Champion) și ale directorului general, canonicul Jacques (25 mai 1819, Lacuisine – 25 martie 1903, Champion).
La 11 februarie 1937, un incendiu a distrus capela. Pe ruinele sale a fost construită o nouă capelă în stil neoromanic, sfințită la 27 iulie 1937. Aceasta a fost ulterior avariată de bombardamentele din 12 mai 1940, fiind restaurată și resfințită la 13 august 1953.

##### Capela Sfântul Iosif
În parcul Institutului, în anul 1857, episcopul Kinet a construit, spre sfârșitul vieții sale, o capelă dedicată Sfântului Iosif, cu scopul ca, după moartea sa, sfântul protector să continue să vegheze asupra Congregației Surorilor. Capela adăpostea și statuile Sfântului Roch și Sfântului Donat. Din cauza lucrărilor de extindere a cimitirului și a degradării construcției, capela a fost demolată în 1930 și reconstruită în mijlocul aleii care îi poartă numele.

##### Grota Maicii Domnului de la Lourdes
Tot în cadrul parcului, această replică a celebrei grote de la Lourdes a fost realizată în anul 1882 de către M. Biernaux și a fost sfințită la 4 iulie 1882 de episcopul Gravez, episcop de Namur.